# Mokabatanda
Mokabatanda (ou Mokara Tanda, Mokara Tande, Mokala Tanda) est une localité du Cameroun, située dans l'arrondissement de Bamusso, le département du Ndian et la Région du Sud-Ouest.

## Population
Lors du recensement national de 2005, Mokabatanda comptait 330 habitants.